# Calythea micropteryx
Calythea micropteryx är en tvåvingeart som först beskrevs av Thomson 1869.  Calythea micropteryx ingår i släktet Calythea och familjen blomsterflugor. Inga underarter finns listade i Catalogue of Life.